# Барков, Анатолий Александрович
Анато́лий Алекса́ндрович Барко́в (род. 19 мая 1948, Кировград, Свердловская область) — кандидат экономических наук, Заслуженный работник нефтяной и газовой промышленности Российской Федерации; бывший вице-президент, экс-начальник Главного управления по общим вопросам, корпоративной безопасности и связи, бывший член правления ОАО «Лукойл» (1993. Один из крупнейших акционеров ОАО «Лукойл» (владеет 0,075 % акций компании).

## Биография
С 1953 года жил с родителями в Октябрьском (Башкирская АССР). После 8-го класса учился в ГПТУ № 30, затем работал старшим оператором в нефтяной компании «Башнефть». Служил авиамехаником в ГСВГ, затем работал главным специалистом на кожевенном заводе; вступил в КПСС. Одновременно с отличием окончил вечернее отделение Октябрьского нефтяного техникума имени С. Кувыкина.
Переехав в Когалым, работал в «Главтюменнефтегазе» — слесарем, мастером, затем начальником цеха (1978—1982).
В 1967—1987 годы — служба в силовых органах.
В 1983—1990 годы работал в нефтегазодобывающем управлении «Повхнефть» (начальник цеха, начальник управления технологическим транспортом, заместитель начальника управления), в 1987—1990 годах — в нефтегазодобывающем управлении «Когалымнефть» (начальник центральной базы, заместитель начальника управления), в 1990—1992 годах — начальником нефтегазодобывающего управления «Тевлиннефть». В 1992—1993 годах — главный инженер «Лукойл-Когалымнефтегаза». В 1992—1993 годы — исполнительный директор, директор департамента зарубежных проектов нефтяного концерна «Лангепасурайкогалымнефть».
В 1992 году заочно окончил Уфимский нефтяной институт. 
С 1993 года — вице-президент ОАО «Лукойл» — начальник главного управления по общим вопросам, корпоративной безопасности и связи. С 1996 года — вице-президент — начальник главного управления по общим вопросам и социальному развитию ОАО «Лукойл». В 1998—2002 годах — председатель совета директоров ЗАО «Агропромышленная фирма „Лукойл-Каскара“».
С 1998 года — член совета директоров ЗАО «Аэролизинг». С 1999 года — председатель совета директоров ЗАО «Автотранссервис-Л».
В 1999 году защитил диссертацию по теме «Разработка механизма принятия стратегических решений по направлениям развития нефтяной компании (на примере ОАО „Лукойл“)».
С 2000 года — председатель совета директоров ЗАО «Лукойл-Авиа», председатель совета директоров ОАО «Лукойл-Арктик-Танкер», председатель совета директоров ОАО «Лукойл-Нефтегазмаш», председатель совета директоров ОАО «Лукойл-Озониг». С 2001 года — член наблюдательного совета ЗАО «Центр Сервис-Л», председатель совета директоров ЗАО «Лукойл-информ», член совета директоров ЗАО «Агентство „Луком-А“», председатель совета директоров ЗАО «Транспортная компания „Лукойл-транс“». С 2003 года — член попечительского совета некоммерческой организации «Благотворительный фонд „Лукойл“». Был членом совета директоров ОАО «Новороссийский морской торговый порт».
В 2003 году защитил диссертацию по теме «Стратегия развития обеспечивающих систем нефтяной компании (на примере ОАО „Лукойл“)».
25 сентября 2008 года Барков уменьшил свою долю в ОАО «Лукойл» до 0,066 %, подарив 75 000 акций своей супруге. Однако потом решил выкупить акции компании с организованного рынка путём buy-back, аргументируя это необходимостью поддержать компанию.
25 февраля 2010 года Барков был госпитализирован после ДТП на Ленинском проспекте в Москве. В результате аварии погибла водитель Citroën С3 и смертельные ранения получила пассажирка этого автомобиля, столкнувшегося с Мercedes S-500.
3 сентября 2013 освобожден от должности в связи с выходом на пенсию.
С 2013 года — советник президента «Лукойла» Алекперова.

### Семья
- Отец — Александр Петрович Барков (? — 1981), главный старшина ВМФ СССР (демобилизован в 1947).
- Мать — Устинья Марковна (урожденная Есакова; ? — 1993)[1][8].
- Брат — Юрий (род. 1958)[1].
- Жена (с 31 декабря 1970) — Валентина Николаевна (в девичестве Ткачёва)[1].
- В браке родились дети — Виталий (род. 24 сентября 1971) и Оксана (род. 27 марта 1977). Внуки Анатолий и Софья.

## Награды
Награждён орденом и десятью медалями.

## ДТП в 2010 году
В 8.00 25 февраля 2010 года у дома 30 на Ленинском проспекте, на Площади Гагарина произошло лобовое столкновение Mercedes S500 (Водитель — Сергей Катаев) с номером «с 398 сс 77» либо «Н 126 ВМ 97», принадлежащего ОАО «Лукойл», в котором находились водитель, охранник и Анатолий Барков, с автомобилем Citroën C3, управляемым 37-летней жительницей Подмосковья — Ольгой Александриной. В результате столкновения водитель «Мерседеса» не пострадал, Анатолий Барков был госпитализирован с незначительными травмами, Ольга Александрина погибла на месте происшествия, а пассажирка Citroen — известный акушер Вера Сидельникова, через несколько часов скончалась в реанимации от полученных травм.
Имеются противоречивые сообщения относительно того, кто стал виновником ДТП. Так, несмотря на то что в эфире различных радиостанций множество свидетелей ДТП говорили, что именно выехавший на встречную полосу Мерседес Анатолия Баркова стал причиной аварии, ГИБДД утверждало что, по предварительным данным, виноват не Мерседес, а Ситроен. Также были замечены попытки скрыть и уничтожить улики от общественности со стороны ГИБДД: уголовное дело не заводили первые 2 дня; смена номеров на автомобиле Баркова сразу после ДТП; автомобили не были отданы на экспертизу, а просто возвращены своим владельцам; из трёх камер видеонаблюдения, запись, после нажима общественности, была обнародована только с одной из них спустя 10 дней (и сам момент аварии на ней не виден). Всё это дало повод общественности[кому?] говорить о попытке уйти от ответственности со стороны Анатолия Баркова.
Грубое поведение самой компании Лукойл в отношении родственников погибших после трагедии дополнительно подстегнуло общественность на негативный настрой по отношению к ней, который особо сильно проявился в Интернет-сообществе. Прозвучали призывы к её бойкоту, например, в блоге журналиста Артемия Троицкого.

## Награды
- медаль «За трудовую доблесть»
- медаль «За освоение недр и развитие нефтегазового комплекса Западной Сибири»
- медаль «В память 850-летия Москвы»
- Заслуженный работник Минтопэнерго Российской Федерации[19]
- Орден Дружбы (2006)
- Медаль «За развитие Сибири и Дальнего Востока» (2023)[20]
- Заслуженный работник нефтяной и газовой промышленности Российской Федерации[1]

### Высказывания общественных деятелей и журналистов о ДТП
- Вячеслав Лысаков о ДТП на Ленинском проспекте
- Программа «Максимум», НТВ
- Интервью Анатолия Баркова с корреспондентом журнала «Власть» Олегом Кашиным
- Mercedes S666 Реакция Noize MC

### Прочие
- Барков, Анатолий — статья в Лентапедии. 2012 год.
- Барков, Анатолий. Вице-президент компании «Лукойл». Лента.Ру (14 февраля 2013). Дата обращения: 25 августа 2016.
- Список членов Правления ОАО «Лукойл»
- Мультимедийная пресс-конференция на тему: «ДТП на Ленинском проспекте: закон для всех един?» // РИА Новости
- БЕЗОПАСНОСТЬ НАЧИНАЕТСЯ С ДОВЕРИЯ, 07.09.2010 / petrovka-38. «4. Итоги расследования ДТП на Ленинском проспекте.» (Итоги расследования ДТП на Ленинском проспекте и материалы дела)
- Леонид ГОЛОВАНОВ. «Русская правда» // Авторевю № 18(458), 2010 г.